# 清原伸彦
清原 伸彦（きよはら のぶひこ、1941年1月30日 - ）は、日本の体育学者、水球指導者、集団行動学。日本体育大学体育学名誉教授。

## 人物
大分県出身。上宮高等学校を経て日本体育大学体育学部へ進学。
高校まではガリ勉少年タイプの人間であったが、高校時代の体育主任教師に『日本体育大学で勉強して、教師になりなさい』と言われて日本体育大学へ進学。大学では経験すらなかったバスケットボール部に入り、トレーニングに明け暮れた。
1963年に日本体育大学卒業後、城北中学校・高等学校に教師として採用され、赴任。清原自身はバスケットボール部顧問のつもりでいたが、学内の事情により指導者が不在であり、自身にとっても門外漢だった水球部の顧問に就任。これが清原をして水球指導の道を歩ませるきっかけともなった。
1970年に日本体育大学体育学部講師として母校の教壇に立つのと時を同じくして大学水球部監督に就任。自ら水球の選手経験がないことを逆手に取りバスケットボール、空手、相撲等といった他競技の動きをトレーニングメニューに組み込むなどこれまでの常識に囚われない発想で水球指導を行い、1974年から1994年まで公式戦376連勝とギネスブックにも掲載された水球部の黄金時代の基礎を築いた。
1982年に日本体育大学教授に昇任。同時期には水球男子日本代表監督を務め、ニューデリーアジア競技大会（1982年）及び1984年ロサンゼルスオリンピックでそれぞれ指揮を執った。
体育学者としては水泳・水球を中心に研究活動を行い、論文発表を行う一方で、日本体育大学が2年に一度挙行する『体育研究発表実演会』で披露される、学生による集団行動演武の指導を担当していた。
2010年3月、日本体育大学を定年退職。退職後は日本体育大学名誉教授及び武相中学校・高等学校を運営する学校法人・武相学園の学監を務める。
2014年3月7日開催のソチパラリンピックでは、開会式における集団行動を指導した。
2021年より大阪にある柔道整復師・鍼灸師の専門学校である近畿医療専門学校の学校長に就任。

## 著書
- 『水球マニュアル―基礎から実戦まで』（1996年、ベースボールマガジン社、大本洋嗣との共著）

## テレビ出演
- ラストアイドル　(テレビ朝日) (2019年1月12日 - )[6]